# Edward Rozenbaum
Edward Rozenbaum (ur. 6 kwietnia 1882 roku, data śmierci nieznana) – oficer Wojska Polskiego w stopniu komandora podporucznika, dowódca Oddziału Detaszowanego Flotylli Wiślanej na Prypeci, uczestnik wojny polsko-bolszewickiej.

## Życiorys
W maju i czerwcu 1920 roku brał udział w walkach Flotylli Pińskiej podczas wojny polsko-bolszewickiej. Od sierpnia 1920 roku służył we Flotylli Wiślanej. W latach 1920–1922 był kolejno zastępcą dowódcy i dowódcą w Oddziale Detaszowanym Flotylli Wiślanej na Prypeci. Następnie został przeniesiony do Wydziału Organizacyjnego Kierownictwa Marynarki Wojennej. Został awansowany do stopnia wojskowego komandora podporucznika rezerwy w Korpusie Brzegowo-Rzecznym ze starszeństwem z 1 czerwca 1919. W 1923 roku odszedł do rezerwy.
Nie był wykazywany w kolejnych rocznikach i listach starszeństwa.